# Trollhunters: Defenders of Arcadia
Trollhunters: Defenders of Arcadia est un jeu vidéo basé sur la populaire série télévisée Chasseurs de trolls. Il est sorti en septembre 2020 sur PlayStation 4, Xbox One, Nintendo Switch et PC. Il est développé par Wayforward Technologies et publié par Outright Games, avec une distribution européenne assurée par Bandai Namco Entertainment.

## Système de jeu
Trollhunters: Defenders of Arcadia est un jeu de plateforme-action à défilement horizontal dans lequel les joueurs contrôlent les voyageurs du temps pour empêcher le Time-pocalypse. Les joueurs collectent également des artefacts, améliorent leurs armure et combattent diverses créatures fantastiques (trolls, dragons et gobelins).